# Cima Ciuaiera
La cima Ciuaiera (2175 m s.l.m.) è un monte delle Alpi Liguri nella sottosezione delle Alpi del Marguareis.

## Toponimo
Il nome deriva dell'abbondanza di gracchi alpini (Pyrrhocorax graculus) che nidificano sulla montagna. Nell dialetto di Ormea infatti l'animale viene chiamato ciuaia o cioia. 

## Caratteristiche

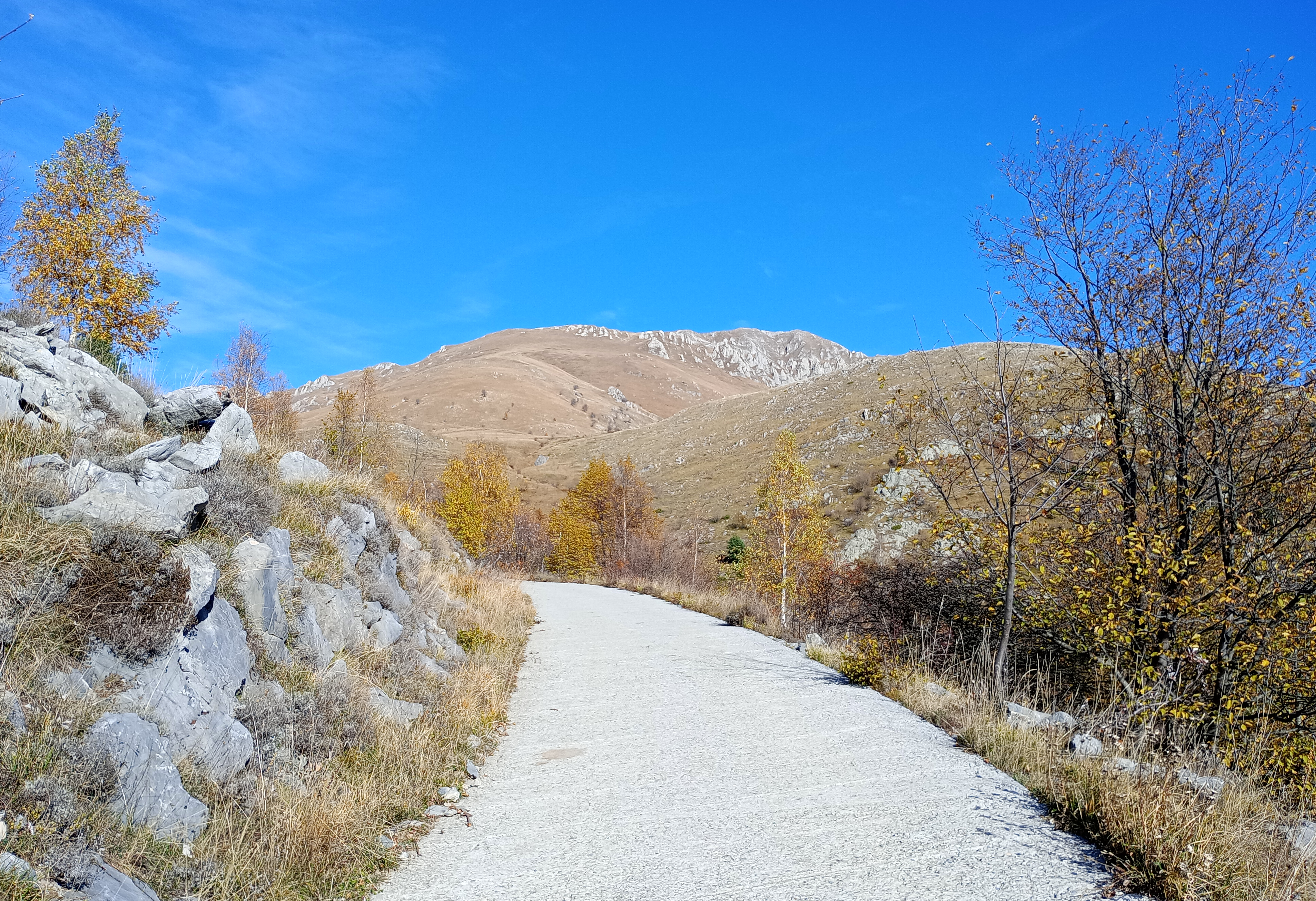
Vista dalla Val Tanaro

La Cima Ciuaiera costituisce un importante nodo orografico in quanto su di essa convergono la Val Casotto (a nord-est), la Val Corsaglia (a nord-ovest) e l'Alta Val Tanaro (a sud). Verso nord dalla sua cima si origina la costiera che divide la Val Corsaglia dalla Val Casotto, e che comprende il Monte Baussetti, la Cima del Nascio, il Monte Alpet e l'ampia sella sulla quale si trova San Giacomo di Roburent. Verso ovest la Colla dei Termini (2011 m) separa la Cima Ciuaiera dalla Punta dei Termini, mentre ad est lo spartiacque Tanaro/Casotto procede  con un tratto di difficile percorribilità che comprende la Cima Dellepiane (2095 m) e la Cima di Issel (2139 m) e che la collega con il Monte Antoroto. La cima è in generale caratterizzata da ampi pendii erbosi con alcuni affioramenti di rocce di tipo dolomitico, ma verso nord presenta alti strapiombi rocciosi che dominano la Conca dei Lamazzi, un pianoro che ospita alcuni laghetti stagionali. Il suo punto culminante della Cima Ciuaiera è segnalato da una croce di vetta metallica. La prominenza topografica è di 166 m. Dalla vetta il panorama è vastissimo.

## Geologia

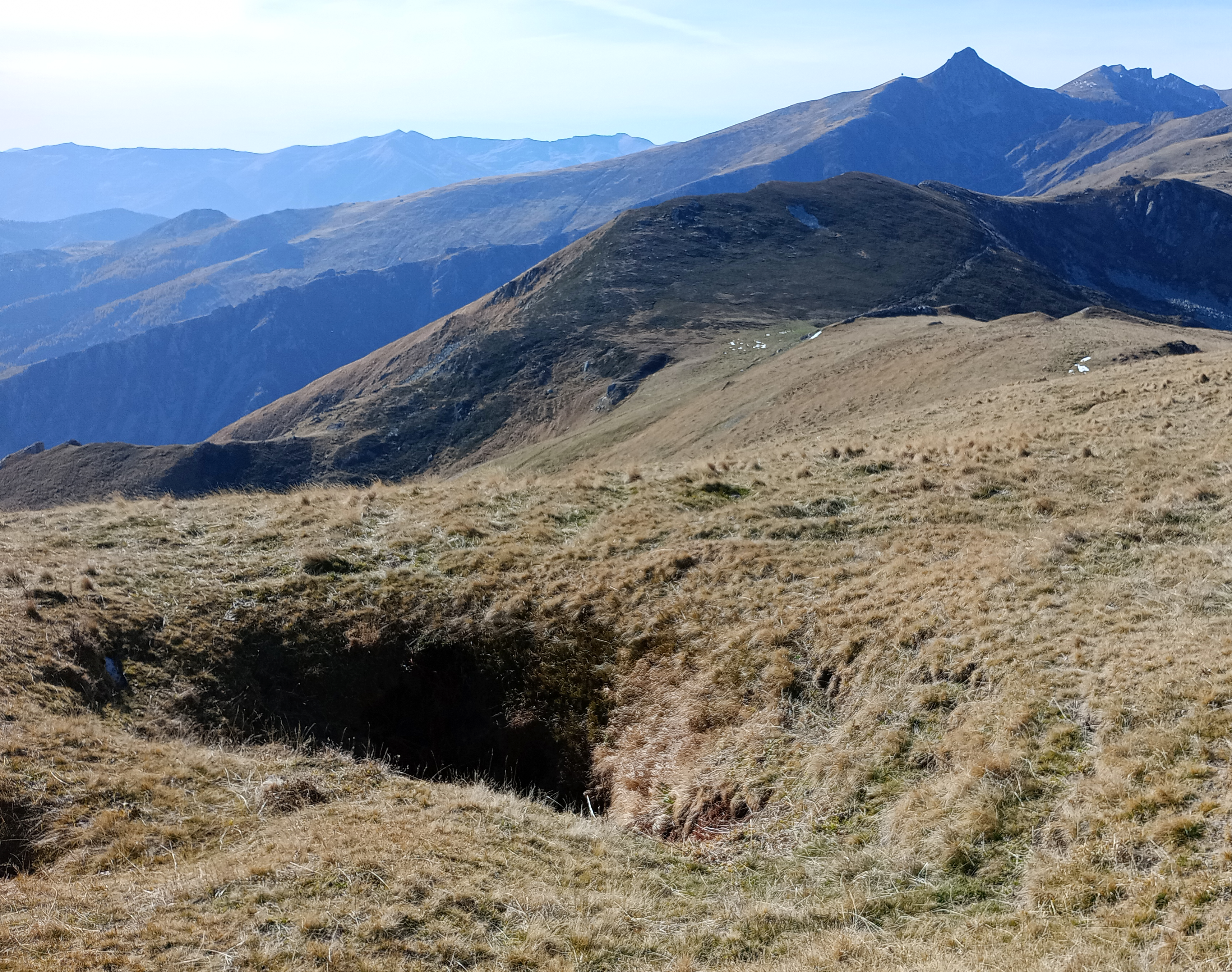
Un inghiottitoio a breve distanza dalla cima

La zona dove si trova la montagna è caratterizzata da importanti fenomeni carsici. Nei pressi della cima si trovano varie cavità naturali come il Buco della Ciuaiera , la Grotta a due ingressi di Cima Ciuaiera e la Voragine della Ciuaiera, quest'ultima profonda più di 200 metri e nella quale è stata rilevata la presenza di Troglohyphantes vignai, un ragno endemico delle Alpi occidentali.

## Salita alla vetta

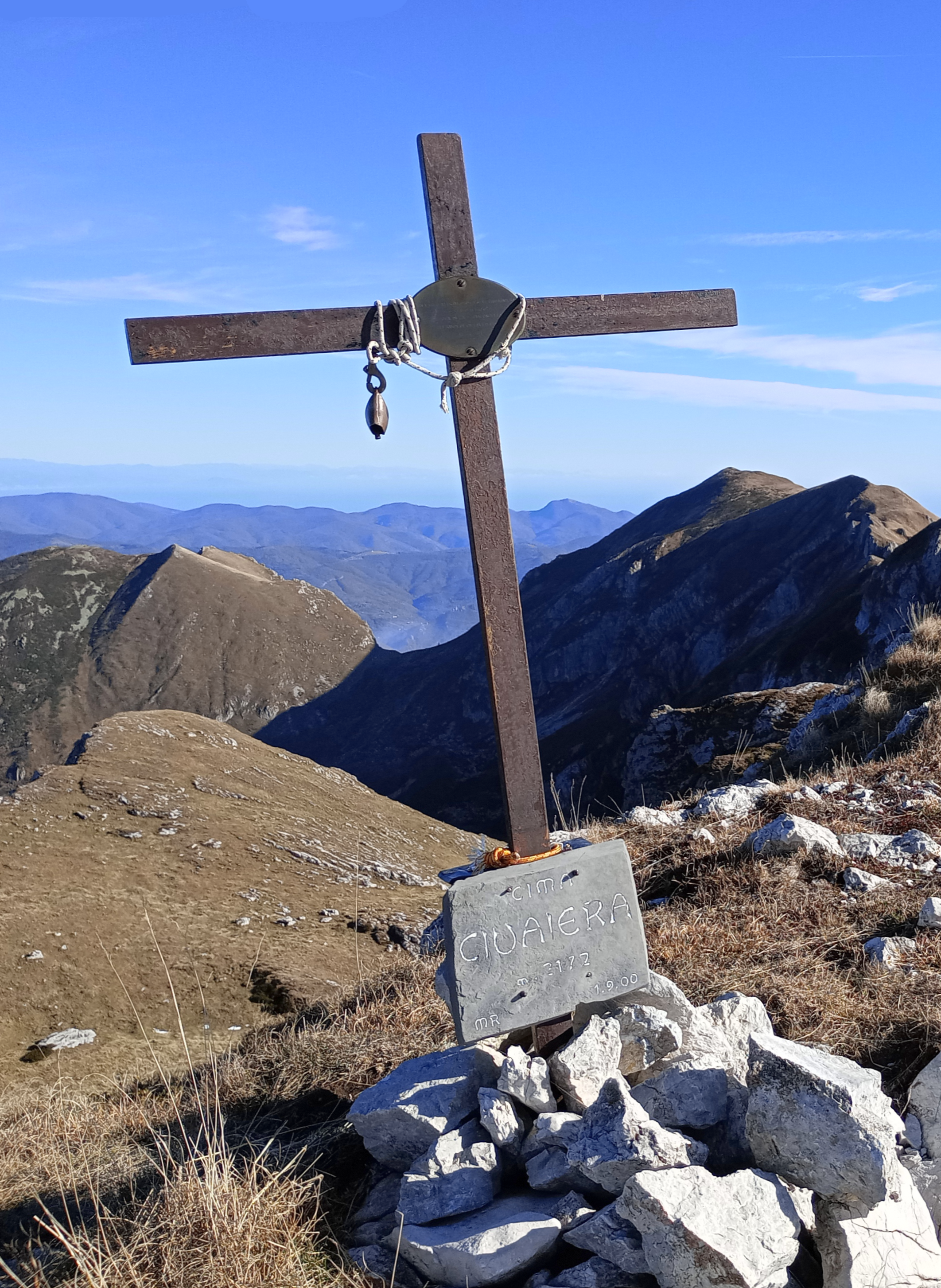
La croce di vetta; sullo sfondo il Monte Grosso (sin.) e il monte Antoroto

La via più semplice per raggiungere la cima è l'ampia e prevalentemente erbosa  dorsale sud-ovest, che si può percorrere a piedi a partire dalla Borgata Cascine di Ormea, oppure proseguendo anche in auto lungo la strada sterrata che porta alla Colla dei Termini, dalla Colla parte il sentiero finale per la vetta. Si tratta di un percorso anche indicato per le mezze stagioni poiché, data l'esposizione a sud dei pendii, la neve si scioglie velocemente e permette di raggiungere la vetta senza troppa difficoltà. Esistono anche altri itinerari escursionistici che raggiungono la vetta; il tratto di crinale che collega la Cima Ciaueria al Monte Antoroto richiede invece esperienza alpinistica, con passaggi fino al III grado.

## Punti di appoggio
- Rifugio Manolino, in val Casotto.[10]

## Protezione della natura
La Cima Ciuaiera si trova all'interno del SIC/ ZSC Monte Antoroto, istituito dalla Regione Piemonte.

## Bibliografia

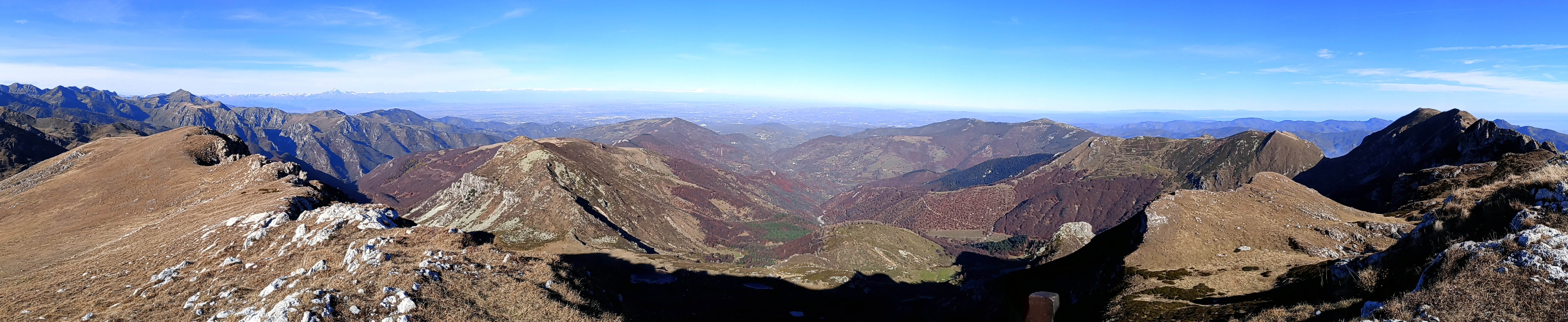
Vista verso nord-est, a destra il Monte Antoroto
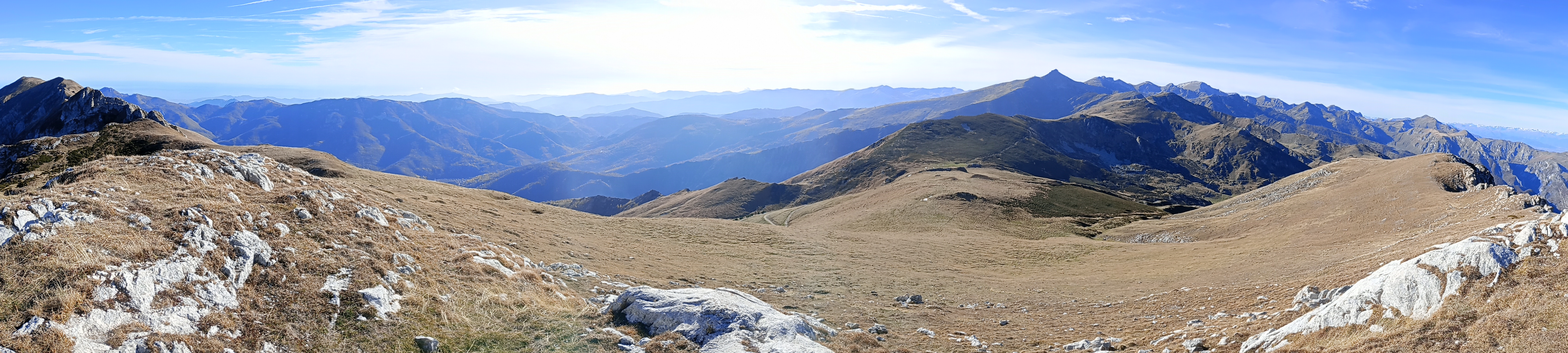
Vista verso sud-ovest, con il Pizzo d'Ormea